# Merev korallgomba
A merev korallgomba (Ramaria stricta) a Gomphaceae családba tartozó, Eurázsiában és Észak-Amerikában honos, főleg lombos fák korhadó anyagán élő, nem ehető gombafaj.

## Megjelenése
A merev korallgomba termőteste 4-14 cm magas, 4-10 cm széles, korallszerűen sűrűn elágazó. Ágai viszonylag merevek, vékonyak, függőlegesen felfelé állók, néha lapítottak, simák. Színe sárgás, okkeres vagy húsokkeres; az ágak vége halványsárgása, idősen kissé sötétedik. Sérülésre, dörzsölésre rozsdabarnára színeződik. 
A termőréteg az ágak végén található. 
Tönkszerű alja rövid, vékony, gyökérszerű micéliumzsinórral kapcsolódik a talajhoz.
Húsa szívós rugalmas; színe piszkosfehéres, bőrszínű. Íze kesernyés, szaga nem jellegzetes vagy kissé ánizsos, aromás.
Spórapora rozsdás-sárgás. Spórája megnyúlt ellipszis alakú, kissé rücskös, mérete 7,5-10,5 x 3,5-5 µm.

### Hasonló fajok
A fenyő-korallgomba spórái tüskések, a bőrsárga korallgomba színe sérülésre nem változik, a zöldfogú korallgomba termőteste kicsi, legfeljebb 7 cm, sárgászöldes ágai nyomásra zöldülnek, spórái tüskések és fenyvesekben él. 

## Elterjedése és termőhelye
Eurázsiában és Észak-Amerikában honos. Magyarországon gyakori. 
Lombos erdőkben - ritkábban fenyvesekben - él korhadt fatörzseken, lehullott ágakon, tuskón, esetleg a talajon. Augusztustól decemberig terem.

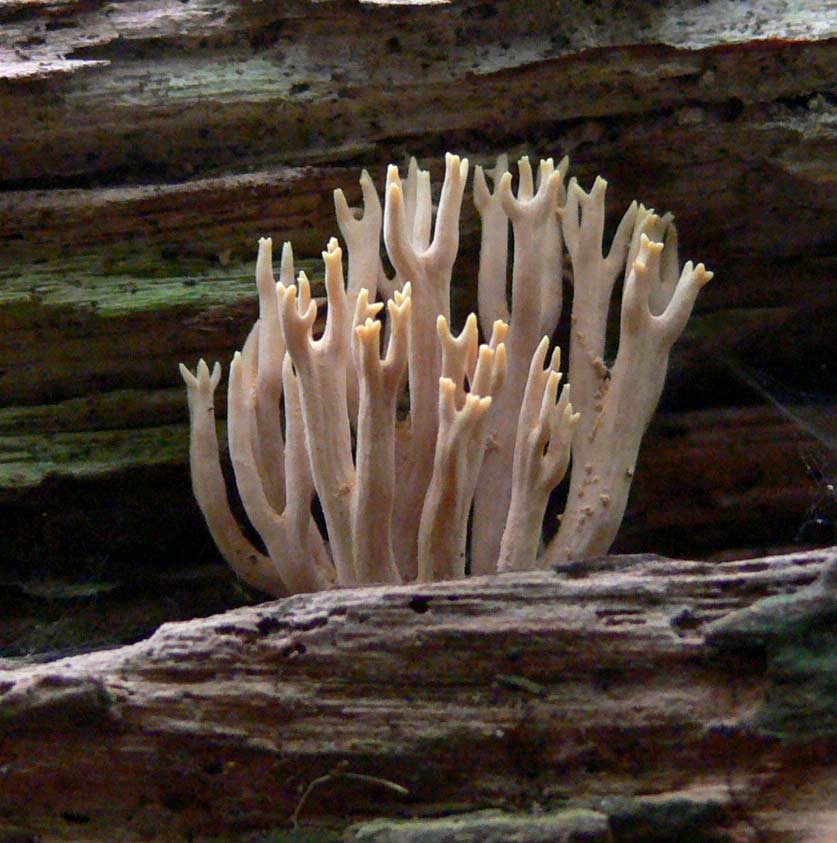
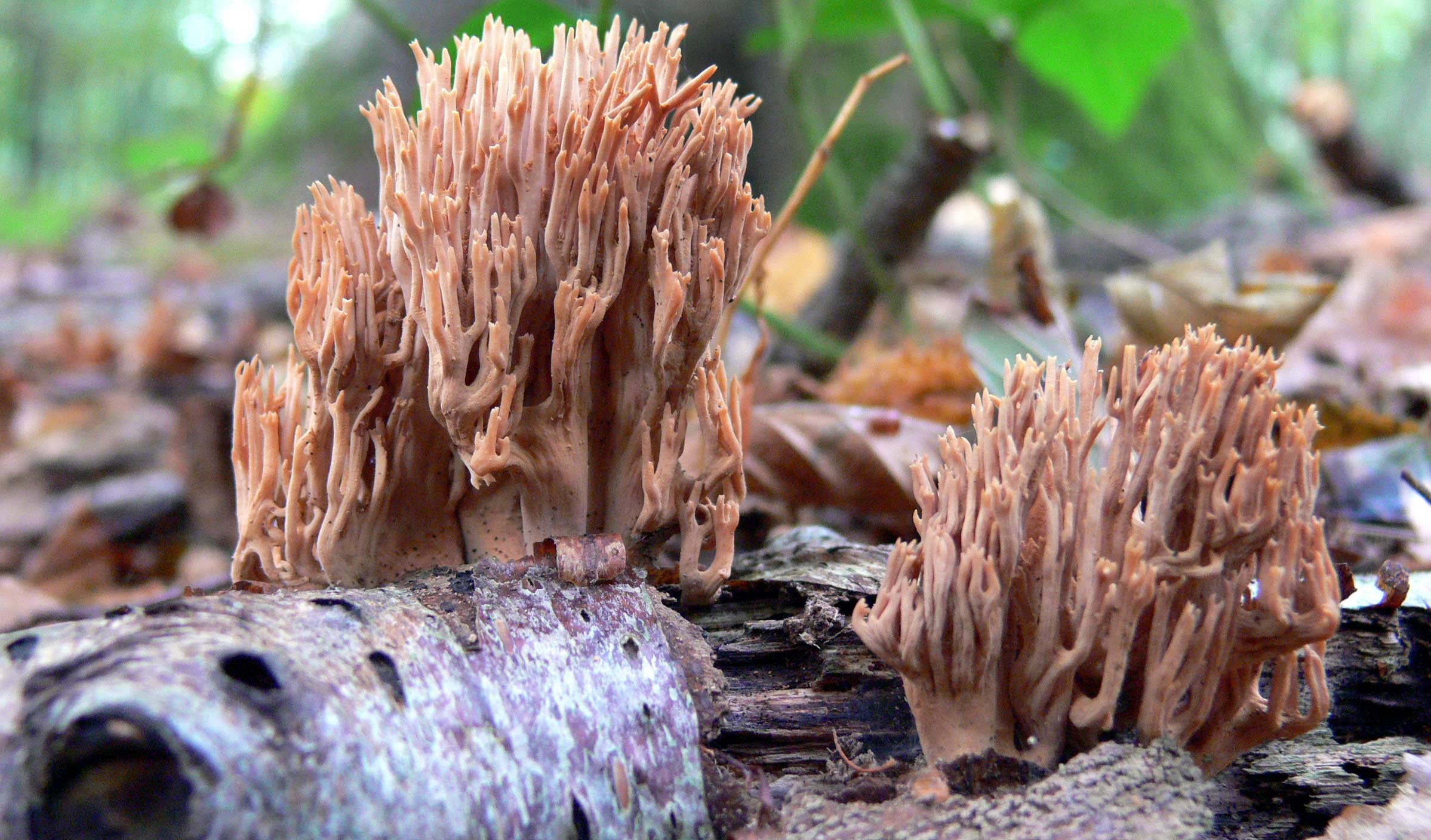
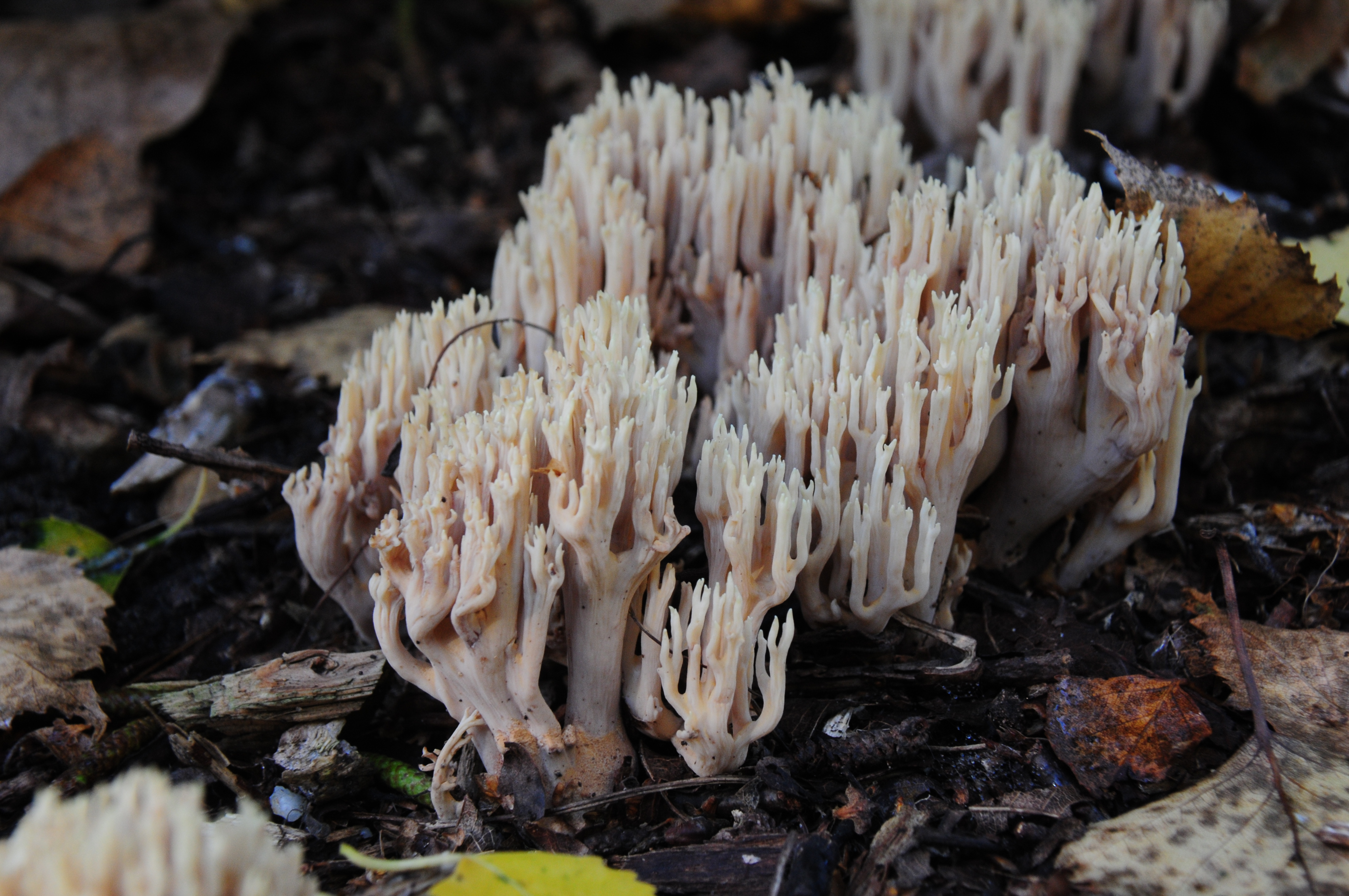
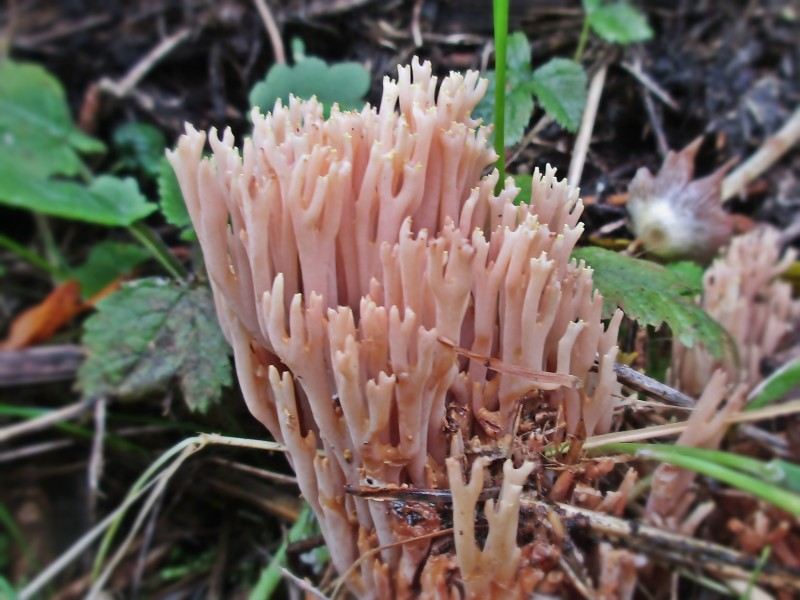
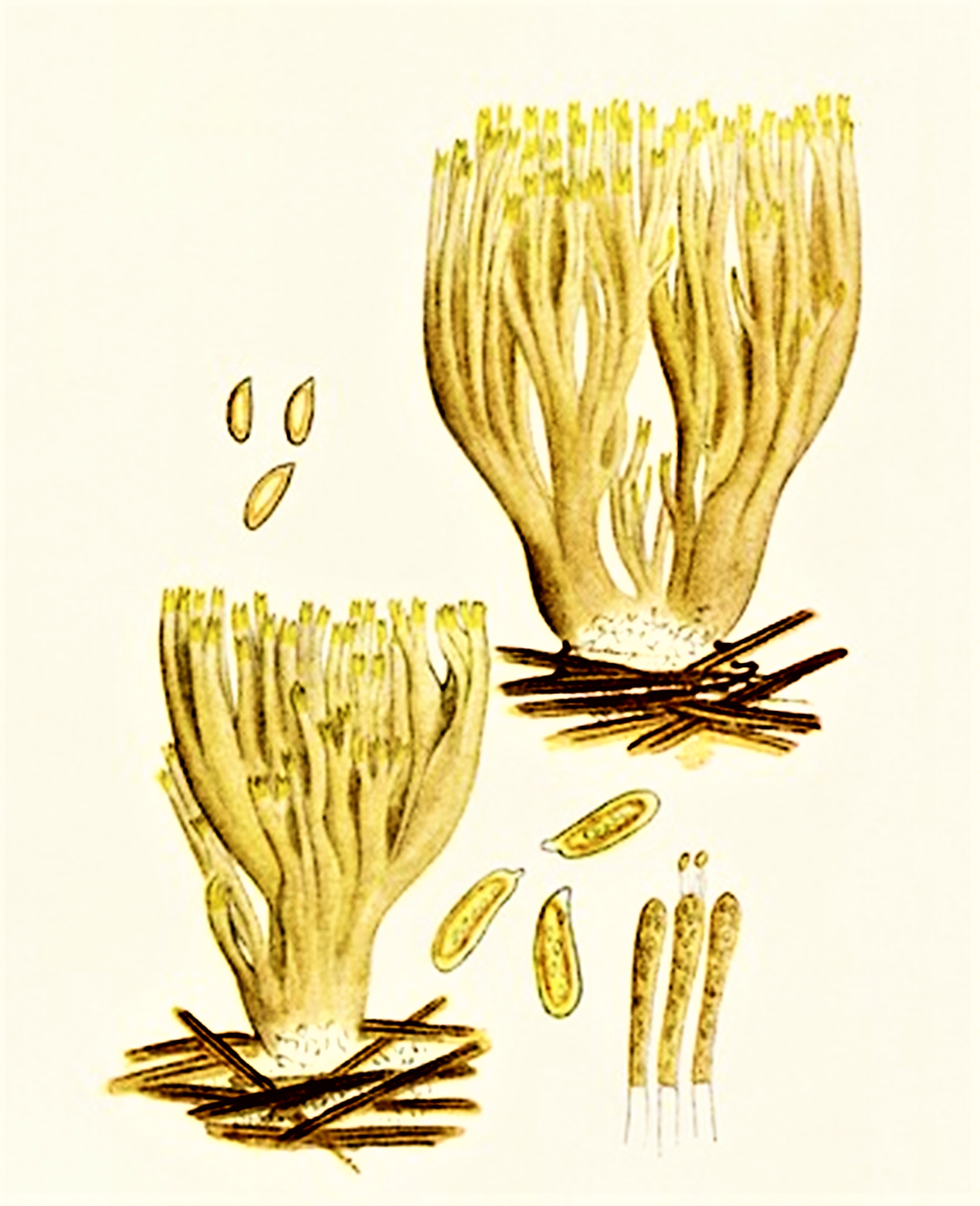

Nem ehető. 